# 栄山浦駅
栄山浦駅（ヨンサンポえき）は、大韓民国全羅南道羅州市にかつて存在した韓国鉄道公社（KORAIL）の駅である。

## 路線
- 韓国鉄道公社
  - 湖南線

## 歴史
- 1913年7月1日：開業[1]。
- 2001年7月10日：廃止[2]。

## 隣の駅
韓国鉄道公社
湖南線
羅州駅 - 栄山浦駅 - 多侍駅